# Апотекар, Клара
Клара Апотекар (словен. Klara Apotekar; род. 2 августа 1997 года) — словенская дзюдоистка, выступающая весовой категории до 78 кг. Чемпионка Европейских игр 2019 года.

## Биография
Родилась 2 августа 1997 года.
Она родом из деревни Войник недалеко от Целе. Начала заниматься дзюдо в 5 лет со своей старшей сводной сестрой Анамари Веленшек. С 15 лет она готовилась  под руководством Марьяны Фабджаны. С 2014 года она входит в состав сборной команды Словении в весовой категории до 78 кг.
На Европейских играх 2019 года в Минске, дошла до финала, в котором одержала победу над представительницей Нидерландов Гюше Стенхёйс и завоевала золотую медаль игр и чемпионата континента.